# Утёс Степана Разина

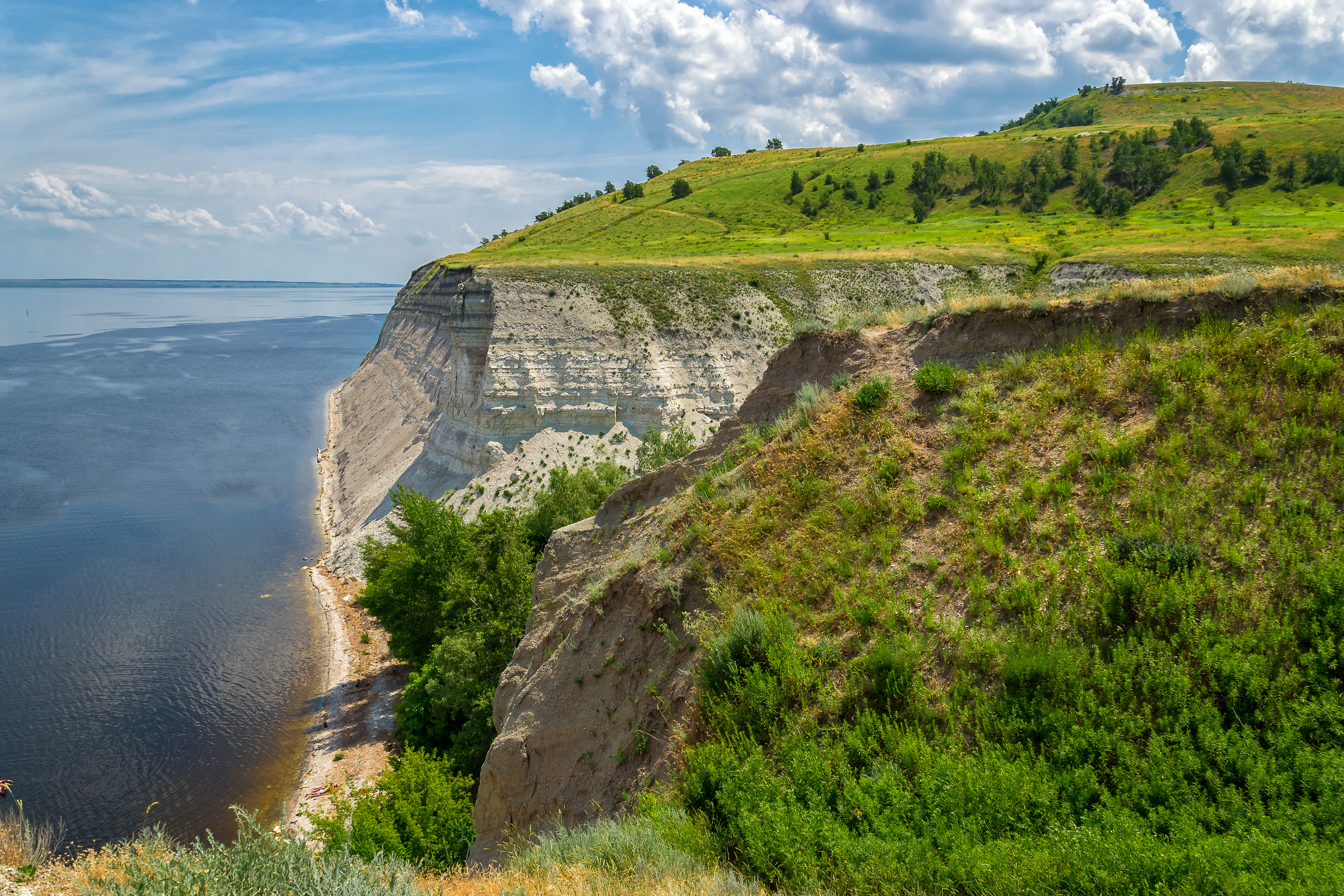
Утёс Степана Разина и «Невольничий» овраг

Утёс Степана Разина — участок обрывистого берега Волги в Саратовской области, близ границы с Волгоградской областью.

## География

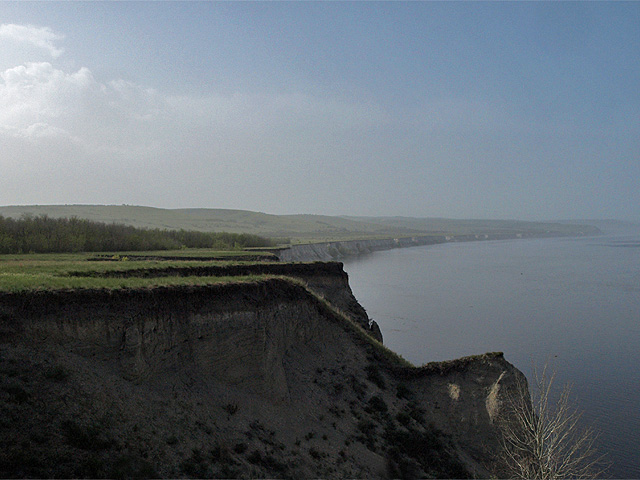
Северная часть утёса

Утёс находится в 5 километрах к югу от села Белогорское, под 50°36' северной широты и 45°39' восточной долготы. Берег Волгоградского водохранилища в этом районе возвышается на 35—40 метров. Верхний слой обрыва толщиной 20 метров сложен меловыми породами турона-сенона, возраст которых достигает 90 млн лет. Нижний слой образуют кварцево-глауконитовые пески сеноманского яруса возрастом 100 млн лет. Утёс разбит пополам глубоким «Невольничьим» («Тюрьминским», «Дурманным») оврагом, с юга граничит с Дурман-горой, высота которой достигает 186,2 метра. Утёс Степана Разина имеет научное историко-культурное значение, официально признан археологическим памятником природы Саратовской области.

## История
Доподлинно известно, что район утёса был освоен уже в Бронзовом веке. Следы более поздних поселений относятся ко временам Большой Орды и народного восстания под предводительством Степана Разина. Предположительно, в военном лагере, располагавшемся на вершине утёса, жил и командовал сам легендарный атаман, лично выслеживал и грабил купеческие корабли, проплывавшие мимо по Волге, а захваченных пленников бросал в заточение в «Тюрьминский» овраг. Существует предание, что именно в этом месте Разин утопил персидскую княжну.

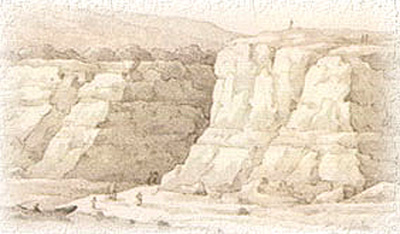
Первое изображение утёса, сделанное братьями Чернецовыми

Из-за того, что мятежное войско прошло вдоль Волги до Саратова, среди жителей разных прибрежных сёл утёсами (буграми) Степана Разина называли разные участки берега, от Щербаковки на юге до Нижней Банновки на севере. Это послужило причиной расхождений в путеводителях и записях путешественников. Место, очень похожее на утёс, первыми описали художники Григорий и Никанор Чернецовы в 1838 году. Через год исследователем А. Леопольдовым под названием Курган Стеньки Разина было описано другое место, находившееся немного южнее и называвшееся в народе «Раковой» горой. Небольшую заметку про бугор Стеньки Разина оставил и Тарас Шевченко, видевший его с борта корабля. В 1861 году основателями Саратовского художественного музея Николаем и Алексеем Боголюбовыми в труде «Волга от Твери до Астрахани» Бугром Степана Разина было названо место, находившееся севернее всех предыдущих описаний. Первая фотография утёса была сделана нижегородским фотографом М. Дмитриевым в 1894 году. В начале XX века в путеводителе «Спутник по реке Волге и её притокам Каме и Оке» была опубликована карта с точным указанием местоположения утёса и Дурман-горы.

### Археологические экспедиции
Одна из первых официальных научных экспедиций на Утёс Степана Разина была организована в 1907 году. Краеведами было исследовано городище, возникновение которого приписывалось ко временам крестьянских восстаний под предводительством Степана Разина. Обнаруженные предметы, прежде всего монета, чеканившаяся в царствование Алексея Михайловича Романова, подтвердили возраст городища. В 1960-х годах на утёсе проводились археологические раскопки под руководством профессора исторического факультета Саратовского университета И. В. Синицына. Были обнаружены культурные слои эпохи Бронзового века, периода татаро-монгольского ига и новые доказательства пребывания в этих местах отрядов Степана Разина.

## Легенды

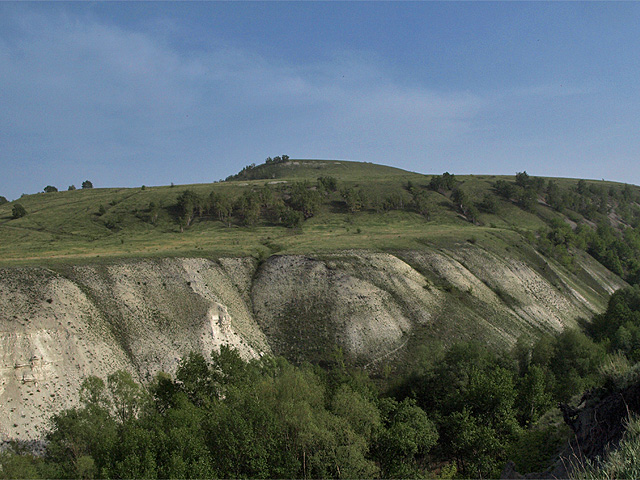
Дурман-гора

При отсутствии прямых доказательств как самого пребывания Степана Разина в окрестностях утёса, так и связанных с этим событий, за прошедшие с тех времён века в народе сложились самые разные легенды о кладах, якобы зарытых в этих местах, о явлениях призраков и других мистических событиях.

### Гробница Марины Мнишек
В 1859 году в Саратовских Губернских Ведомостях был опубликован рассказ бурлака, который, взобравшись вместе со своим товарищем на утёс, увидел в земле отверстие с дверью. Спустившись в подземелье, они оказались в богато обставленном помещении, посреди которого был установлен окованный тремя железными обручами гроб. В углу комнаты висела икона в осыпанном драгоценными камнями окладе, а вдоль стен стояло множество бочек с золотом и серебром. Бурлаки помолились иконе, после чего товарищ рассказчика схватил молот, лежавший возле гроба, и разбил замки на гробе, из которого поднялась ожившая Марина Мнишек. Бурлак, обезумев, начал стегать её железными прутьями, а попытавшийся его остановить рассказчик был мгновенно выброшен за дверь невидимой силой. Вход в подземелье бесследно исчез. После случившегося бурлак вернулся на корабль один, его товарищ пропал без вести.
Примечательно, что похожая легенда связана и с находящимся южнее Ураковым бугром. Согласно ей, бурлаки спустились в пещеру монгольского колдуна Газука, где им привиделась восставшая из золотого гроба девушка.

### Клад убитого разбойника
В конце XIX века крестьянином из села Даниловка была рассказана история, переданная ему покойным отцом, участником случившегося. В штормовую погоду трое даниловских крестьян отправились на противоположный берег Волги, где они встретили молодого парня и женщину с ребёнком. Незнакомец попросил перевезти его в Даниловку, и после недолгих торгов крестьяне согласились. На середине пути парень приказал своей спутнице выбросить ребёнка за борт. Услышав отказ, он бросился на неё с кинжалом и был убит веслом быстро среагировавшего рулевого. Спасённая женщина рассказала, что её убитый похититель был разбойником. Раздев его, крестьяне обнаружили кладовую грамоту, составленную одним из есаулов Степана Разина, в которой подробно описывалось место захоронения богатств атамана на Дурманной горе. Разыскивать клад крестьяне отправились на Пасху. После недолгих поисков, помолившись, начали рыть. Однако тут начало происходить необъяснимое: сначала на крестьян ринулось стадо бешеных коров, затем поднялась буря, из которой показались трое разбойников с дубинами, после чего герои рассказа, испугавшись, решили прекратить поиски. На следующий день клада в яме уже не было, остались только отпечатки от зарытого там сундука и следы немецкой повозки.

### Призрак Степана Разина
Согласно рассказам жителей окрестных сёл, дух казнённого атамана неоднократно являлся людям в разных обличиях. Одну из таких историй, согласно которой в лесу у Дурман-горы голос Разина слышал немецкий дровосек, записал со слов даниловского крестьянина руководитель экспедиции 1907 года Б. В. Зайковский. Жителем села Щербаковка был пересказан другой загадочный случай, произошедший с его отцом, который видел призрак Степана Разина. На пути в Даниловку в сильную вьюгу ему встретился старец в лохмотьях, отказавшийся от приглашения на тёплый ночлег со словами: «Стенька Разин я, великий грешник. Я должен страдать ещё 70 лет. Скажи всем людям, русским и немцам, пусть живут в мире!».

### Загадка Дурман-горы
Из всех легенд, связанных с Утёсом Степана Разина, учёным удалось разгадать только одну. Многие археологи и кладоискатели, с конца XIX века активно искавшие богатства, зарытые атаманом, жаловались на головокружение и ухудшение самочувствия. Происходили и более странные события, из-за чего клады считались заговорёнными и проклятыми. Последняя примечательная история случилась уже в советские времена с остановившимся передохнуть трактористом, работавшим у Дурман-горы. Сквозь сон он услышал, как кто-то с силой распахнул дверь трактора, однако вокруг никого не было. Стоило ему снова заснуть, как всё повторилось. В народе также распространена молва о тюремном овраге, где якобы все узники Степана Разина после первой же ночи заболевали. Однако объяснение этим мифам дали исследования геологов, обнаруживших в этих местах электромагнитное излучение — предположительно, наследие находившегося там вулкана.

## Утёс в русском искусстве
В 1870 году было опубликовано ставшее популярным среди революционной молодёжи стихотворение «Есть на Волге утёс» А. Навроцкого, речь в котором, вероятнее всего, идёт именно об утёсе в Саратовской области. Спустя 26 лет автором была написана музыка на текст стихотворения.
Эта песня Навроцкого упоминается в повести В. А. Осеевой «Динка». Под впечатлением от песни героиня называет утёс, расположенный рядом с её дачей, утёсом Стеньки Разина, хотя дача под Самарой.
Утёс фигурирует в рассказе В. А. Гиляровского «Суслик».